# Françoise Gouny
Françoise Gouny (París, 12 de abril de 1925-Forcalquier, 24 de agosto de 2009) fue una deportista francesa que compitió en esgrima, especialista en la modalidad de florete. Ganó seis medallas en el Campeonato Mundial de Esgrima entre los años 1947 y 1954.

## Palmarés internacional
| Campeonato Mundial | Campeonato Mundial      | Campeonato Mundial | Campeonato Mundial  |
| Año                | Lugar                   | Medalla            | Prueba              |
| ------------------ | ----------------------- | ------------------ | ------------------- |
| 1947               | Lisboa (Portugal)       | Medalla de plata   | Florete por equipos |
| 1948               | La Haya (Países Bajos)  | Medalla de bronce  | Florete por equipos |
| 1950               | Montecarlo (Mónaco)     | Medalla de oro     | Florete por equipos |
| 1951               | Estocolmo (Suecia)      | Medalla de oro     | Florete por equipos |
| 1952               | Copenhague (Dinamarca)  | Medalla de plata   | Florete por equipos |
| 1954               | Luxemburgo (Luxemburgo) | Medalla de bronce  | Florete por equipos |